# I. Vilmos flamand gróf
Clito Vilmos (franciául: Guillaume Cliton), (Rouen, 1102. október 25. – Saint-Bertin, 1128. július 28.) normandiai nemesúr, származása révén Normandia hercegi és Anglia királyi trónjának várományosa volt. Apai ágon Hódító Vilmos normandiai herceg és angol király unokája volt. 1127–28 között I. Vilmos néven Flandria grófja.

## Élete

### Szülei
Apja Robert Curthose normann herceg (Normandia, 1052/54 - Cardiff kastély, 1135. február), I. Hódító Vilmos angol király legidősebb fia. Anyja Sibylle de Conversano (? - Rouen, 1103. március 21), Godfrey Conversano és Brindisi grófja és Sichelgaita lánya. Apja még Vilmos életében szeretett volna részt kapni Normandia és Maine kormányzásából, de Vilmos ellenállása miatt 1079-ben fellázadt a király ellen és Flandriába száműzték. A felkelésben segítségére volt I. Fülöp francia király is és Róbert a Gerberoy mellett vívott csatában megsebesítette apját. Ennek ellenére 1087-ben örökölte a Normandia hercege címet mint II. Róbert. Róbert 1096-ban csatlakozott II. Róbert flamand grófhoz, aki az első keresztes hadjárat egyik vezetője volt, a hercegséget 10 000 ezüstmárkáért eladta bátyjának, II. Vilmos angol királynak. Jeruzsálem bevétele után Róbert visszatért Európába és visszafoglalta a hercegséget. 1102-ben Portsmouth mellett partra szállt Angliában, azzal a céllal, hogy elűzze I. Henrik angol királyt, II. Vilmos fiát, aki érzése szerint elbitorolta előle a trónt. Henrik ekkor 3000 ezüstmárka megfizetésével kibékítette Róbertet, majd 1106-ban ő szállt partra Normandiában, a Tinchebray mellett vívott csatában legyőzte és foglyul ejtette Róbertet és 1106. szeptember 28-án felvette a normandiai hercegi címet. Róbert hátralevő éveit a király fogságában töltötte.

### Fiatalkora
Vilmos szülei 1100-ban kötöttek házasságot, anyja a dél-olasz normann királyság egyik grófjának lánya volt. A források szerint a házasságot akkor kötötték, amikor Róbert visszatérőben volt a keresztes hadjáratról és hozományként Róbert egy jókora összeget kapott, amelyet rövid idő alatt elköltött. Első gyermekük, Henrik, az angliai New Forestben halt meg, halálát vadászbaleset okozta. Vilmos a második gyerek volt, három évvel szülei házassága után született. Apja, miután Henrik foglyul ejtette, Vilmost Hélie de Saint-Saens-re bízta, aki Róbert egyik törvénytelen lányát vette feleségül. 1110/11-ig békében éltek, amikor Henrik arra utasította Robert de Beauchamp Vicomte d'Arques-t, hogy kerítse kézre Vilmost is, aki ezért gondviselőjével együtt száműzetésbe kényszerült. Vilmost végül VII. Balduin flamand gróf fogadta be udvarába és vette pártfogásába.
Balduin és a francia király, VI. Lajos támogatásával, valamint a normann bárók és nemesurak elégedetlenségét kihasználva, Vilmos többször is megpróbált felkelést szítani Henrik ellen. A francia királytól megkapta Pontoise, Chaumont, Mantes és Vexin birtokokat. Vilmost támogatta még apósa, Rainer monferratoi őrgróf is, aki sérelmezte, hogy Henrik nem térítette vissza másik lányának, Alice-nek a hozományát, amikor férje, Henrik fia, tengerbe fulladt.

### Az első normann lázadás 1118-19
1118-ra Vilmost annyira biztosnak érezte a helyzetét, és a normann nemesek annyira elégedetlenek voltak Henrikkel, hogy fellázadtak a király ellen. Vilmos, Balduin és a normann nemesek szövetsége túlságosan nagy kihívás volt Henriknek és a felkelők hamarosan elfoglalták Normandia északi részét. Az ígéretesen induló hadjáratnak azonban hamarosan véget vetett Balduin súlyos sérülése, aki 1118 szeptemberében Arques ostroma során súlyos fejsérüléseket szenvedett és 10 hónappal később meghalt. 1119-ben VI. Lajos sietett Vilmost segítségére és a Szajna folyó völgyében haladva bevonult Normandiába. 1119. augusztus 20-án a Brémule-i csatában találkozott Henrik seregével, aki súlyos vereséget mért a franciákra. Vilmos a franciákkal együtt lovagolt a csatába és éppen megmenekült - másnap Henrik fia, William Adelin, visszaküldte Vilmosnak azt a lovat, amit a csata során vesztett el. A felkelés ezzel véget ért, de a francia király továbbra is támogatta Vilmost és 1119 októberében a pápa elé terjesztette az ügyét, aki arra kényszerítette Henriket, hogy magyarázza meg a fiú üldöztetését.

### A második normann lázadás 1123-24
1120. november 25-én meghalt Henrik egyetlen törvényes fia, Atheling Vilmos és ezzel egy csapásra megváltozott Vilmost helyzete is: az angol és a normann trón egyetlen törvényes örököse volt. Pozícióját támogatta a normann nemesség is, köztük Amaury de Montfort, Evreux grófja és Waleran de Beaumont, Meulan grófja, akik 1122-ben elismerték a trón várományosának. Vilmost tovább akarta erősíteni pozícióját és 1123-ban feleségül vette Sibylla de Anjou-t, V. Fulk anjou grófjának lányát. Hozományként a Normandia és Anjou között fekvő Maine grófságát ígérte Vilmosnak. Henrik király azonban a kánonjog alapján megtámadta a házasságot, mivel szerinte a házastársak túlságosan közeli rokonok voltak és 1124. augusztus 26-án a pápa felbontotta a házasságot.
Időközben a normann bárók ismét fellázadtak Henrik ellen, aki ezúttal könnyedén legyőzte a lázadókat szervezetlenségük miatt. VI. Lajos ekkor nem tudott beavatkozni az eseményekbe, mivel Henrik veje, V. Henrik német-római császár, keletről fenyegette a francia királyságot.

### Flamand gróf 1127-28
VII. Balduin 1119-ben bekövetkezett halála után Vilmos mint a flamand grófi cím egyik követelője lépett fel, ebben támogatta Balduin anyja, Clemence de Bourgogne is. Balduin azonban másik pártfogoltját, a nála idősebb Károlyt nevezte meg örökösének és ezt VI. Lajos is helyben hagyta. Vilmost szembeszállt Károllyal és Clemence, valamint III. Balduin hainaut-i gróf támogatásával sereget vezetett ellene, de Károly Ypres közelében legyőzte és fogságba ejtette. Később Vilmos kiszabadult és Károly birtokadományokkal próbálta kiengesztelni.
1127. során Lajos nagy erőfeszítéseket tett, hogy Vilmos ügyét előremozdítsa: birtokot adományozott neki Vexin grófságban, ahonnan kiindulva a Szajna völgye mentén tudta volna támadni Normandiát. Januárban Vilmost házasságot kötött a francia királyné féltestvérével, Giovanna di Monferrato-val. Március 2-án Brugge-ben elégedetlen nemesek kis csoportja meggyilkolta I. Károly flamand grófot és Lajos, miután a bűnösöket megbüntette, kihasználta az alkalmat és Vilmosnak adományozta a grófi címet (Károlynak nem született gyermeke és névleg a francia király volt a flamand grófok hűbérura). A kinevezést a flamand nemesség arrasi gyűlése 1127. március 21-én hagyta jóvá. Henrik viszont támogatta a Vilmos kinevezését ellenző nemeseket, elsősorban Gentben és Kelet-Flandriában: Lille városa 1127. augusztus 1-jén felkelt a gróf ellen, amit 1128. február 8-án Saint-Omer városa követett. Vilmos másik ellenfele, Thierry d'Alsace közben elfoglalta Lille, Furnes és Gent városait és 1128. március 30-án Brugge-ben a flamand városok képviselői megválasztották grófnak. Vilmos ekkor ellentámadásba lendült, 1128 júniusában ostrom alá vette Aalst (Kelet-Flandria) városát, ebben Godfrey alsó-lotaringiai herceg segítette, de az ostrom során megsebesült és belehalt sérüléseibe.

## Családja és leszármazottai
Első felesége Sibylle d’Anjou (1112/16 - Betlehem, 1165), V. Fulk anjou gróf és Eremburge de Maine lánya. A házasságot 1123-ban kötötték, de a házastársak közeli rokonsága miatt a pápa 1124. augusztus 26-án felbontotta - feljegyzések szerint ezt Henrik angol király fenyegetésekkel, könyörgéssel, valamint rengeteg arany és ezüst felhasználásával érte el. A házasság felbontása ellenére Vilmost továbbra is támogatta apósa, akit felháborított, hogy Henrik nem adta vissza másik lánya, Alice hozományát, miután annak férje a tengerbe fulladt a Blanche Nef (Fehér Hajó) fedélzetén 1120-ban. Sibylle 1134 újra házasságot kötött, második férje Thierry d'Alsace, flamand gróf. 1147 júniusában mindketten elhagyták Flandriát és a második keresztes hadjárattal a Szentföldre utaztak 1157-ben Sibylla még elkísérte férjét Palesztinába, de 1158-ban már megtagadta, hogy visszatérjen Európába és a betlehemi Sz. Lázár kolostor apácája lett. 1161-ben, Mélisende jeruzsálemi királynő halála után (aki Sibylla mostohaanyja volt) jelentős befolyásra tett szert a Jeruzsálemi Királyságban. 1165-ben halt meg.
Vilmos második felesége Giovanna di Montferrato (Comté, 1107-1191), Rainer montferratoi őrgróf és Gisèle de Bourgogne lánya. A házasságot, amire 1127 januárjában került sor, Adélaïde de Maurienne francia királyné szervezte meg, aki Giovanna féltestvére volt.

## Lásd még
- Flamand grófság
- A Flandria grófjainak listája